# José Emilio Amavisca
José Emilio Amavisca Gárate (Laredo, Cantabria, España; 19 de junio de 1971) es un exfutbolista español. Jugaba de interior izquierdo y su primer equipo fue el Club Deportivo Laredo, de España. Desde 2013, es comentarista del programa Tablero deportivo de Radio Nacional de España.
Su padre, Emilio Amavisca Albo también jugó profesionalmente al fútbol, destacando en el Pontevedra y el Burgos.

## Trayectoria
Tras jugar en el Real Valladolid Promesas, debutó en la Primera División española con el Real Valladolid en Balaídos, contra el Celta (0-0) en la temporada 1989-90. 
En la temporada 90/91 consigue el ascenso a Segunda División B con el Real Valladolid Promesas.
En la temporada 1991-92 fue cedido por el Real Valladolid al Lleida en segunda. Su excelente rendimiento aquel año, jugó 36 partidos y marcó 14 goles, permitió su vuelta al Real Valladolid donde jugó hasta 1994.
En 1993 el Gobierno de Cantabria le concedió la Medalla de Oro al Mérito del Deporte Cántabro que comparte con la recibida del mismo rango de la Junta de Castilla y León. 
En la temporada 1994-95 fue fichado sin mucho ruido por el Real Madrid, aunque era uno de los descartes iniciales de su entrenador Jorge Valdano, su buen rendimiento en la pretemporada hizo que se quedara en el club blanco, ese año marcó diez goles, formó pareja atacante con el chileno Iván Zamorano y fue uno de los jugadores clave en la conquista del título de liga.
Las temporadas siguientes jugó con regularidad en el Real Madrid ganando otra liga y la Liga de Campeones de la UEFA 1997-98 y la Copa Intercontinental 1998, pero la llegada de Hiddink al año siguiente forzó su marcha al Racing de Santander.
Con el club cántabro fue titular las tres temporadas siguientes y su destacado rendimiento permitió que el Deportivo de La Coruña lo fichara en el verano de 2001. Con los gallegos permaneció hasta finalizar la temporada 2003-04, ganando la Copa del Rey de 2002. Jugó sus dos últimas temporadas como profesional en el Espanyol.
Fue uno de los integrantes de la selección olímpica que consiguió el oro contra Polonia en los Juegos Olímpicos de 1992. 
Con la selección española debutó el 7 de septiembre de 1994, en un Chipre-España (1-2) valedero para la Eurocopa de 1996 y en total jugó quince partidos con la selección, incluida dicha Eurocopa y marcó un gol a Armenia en partido clasficatorio para la Eurocopa de 1996 el 26 de abril de 1995 disputado en el Estadio Hrazdan de Ereván, ponendo el momentáneo 0-1 en el marcador. El partido finalizó 0-2 para España.

## Tras la retirada
Actualmente es comentarista del programa radiofónico "Tablero Deportivo" de Radio Nacional de España.
Desde el año 2011, relevando en su cargo a Laureano Ruiz, es el director de la Escuela Municipal de Fútbol de Santander (EMF Santander).

## Clubes
| Club                          | País          | Año           | PJ  | G  |
| ----------------------------- | ------------- | ------------- | --- | -- |
| C. D. Laredo                  | España        | 1988-1989     |     |    |
| Real Valladolid C. F.         | España        | 1989-1991     | 8   | 2  |
| U. E. Lleida                  | España        | 1991-1992     | 39  | 15 |
| Real Valladolid C. F.         | España        | 1992-1994     | 82  | 24 |
| Real Madrid C. F.             | España        | 1994-1999     | 144 | 14 |
| Real Racing Club de Santander | España        | 1999-2001     | 90  | 10 |
| R. C. Deportivo de La Coruña  | España        | 2001-2004     | 75  | 4  |
| R. C. D. Espanyol             | España        | 2004-2005     | 23  | 2  |
| Total carrera                 | Total carrera | Total carrera | 461 | 71 |

## Palmarés

### Campeonatos nacionales
| Título                     | Club               | Año     |
| -------------------------- | ------------------ | ------- |
| Tercera División de España | C. D. Laredo       | 1988-89 |
| Primera División de España | Real Madrid C. F.  | 1994-95 |
| Primera División de España | Real Madrid C. F.  | 1996-97 |
| Supercopa de España        | Real Madrid C. F.  | 1997    |
| Copa del Rey               | R. C. D. La Coruña | 2001-02 |
| Supercopa de España        | R. C. D. La Coruña | 2002    |

### Campeonatos internacionales
Nota *: incluyendo la selección.
| Título                | Equipo *          | Año     |
| --------------------- | ----------------- | ------- |
| Oro Olímpico          | España (sub-23)   | 1992    |
|                       |                   |         |
| Liga de Campeones     | Real Madrid C. F. | 1997-98 |
| Copa Intercontinental | Real Madrid C. F. | 1998    |

### Distinciones individuales
| Distinción                                  | Año  |
| ------------------------------------------- | ---- |
| Mejor futbolista español - Premio Don Balón | 1995 |